# Kokkola
Karleby es una ciudad de Finlandia, conocida en finés como Kokkola, y antiguamente llamada Gamlakarleby. La ciudad se ubica en la provincia de Finlandia Occidental y en la región de Ostrobotnia Central.

## Historia
Karleby fue fundada en 1620 por Gustavo II Adolfo de Suecia.  La carta de fundación de Gamble Karlebij —el nombre original de la ciudad— se expidió el 7 de septiembre.  El rey redactó la carta de fundación por la mañana, y por la tarde del mismo día fundó otra ciudad al lado, que se llamó Nykarleby.
El 7 de junio de 1854, en el marco de la Guerra de Crimea, la flota británica de Napier saqueaba la costa rusa, a la cual Karleby pertenecía.  La batalla de Karleby, llamada de Halkokari por la punta que ocuparon los defensores, representó el mayor triunfo ruso del teatro de guerra del báltico norte, al sufrir los ingleses 52 bajas en 45 minutos de entre la tripulación del Odin (6 bajas) y del Vulture (46 bajas).  Condujeron la defensa de Karleby dos compañías rusas y voluntarios de Karleby reclutados por Anders Donner, entre quienes se encontraba el granjero Matts Gustafsson Kankkonen, cuyo retrato el zar mandó exhibir en un castillo.
En abril de 1918, a los pocos meses de haber declarado Finlandia su independencia de Rusia, el burgomaestre de Karleby recibió al primer embajador alemán, unos meses antes de que Finlandia eligiese rey a Federico Carlos de Hesse-Kassel, el hermano del káiser.

## Demografía
El sueco que se habla en Karleby se conoce como «sueco de Karleby».
En la década de 1960, más del 80% de la población de Karleby era luterana.

## Industria
En la segunda mitad del s. xx, Karleby alojaba uno de los grandes centros finlandeses de producción de pieles de visón.
Karleby cuenta con una de las tres fundiciones de cobalto de Europa, y la suya, llamada Freeport Cobalt Refinery, es la mayor, de lejos.  Un 40% de Freeport es propiedad de Jervois Mining, y la fundición de Karleby procesa el cobalto producido por la refinería SMP de Jervois en el estado de San Pablo, Brasil.

## Comunicaciones
El periódico Österbottningen, con orígenes en 1883, tenía en 1998 una difusión de 5,000 ejemplares, y su cobertura era la ciudad de Karleby.  El predecesor de 1883 era el periódico Norra Posten, de la vecina Nykarleby; cuando se reorganizó en 1898, se le rebautizó Österbottningen y se mudó la publicación a Gamlakarleby, el antiguo nombre de Karleby.
En 2008, Österbottningen se fusionó con el Jakobstads Tidning de Jakobstad; el nuevo periódico abarca las regiones de Karleby y de Jacobstad y se titula Österbottens Tidning, conservando así parte de su antiguo nombre.